# Paulias Matane
Paulias Matane, född 21 september 1931 i East New Britain, död 12 december 2021 i East New Britain, var Papua Nya Guineas generalguvernör mellan den 29 juni 2004 och den 13 december 2010. 
Matane var tidigare även Papua Nya Guineas första ambassadör till USA. Han har skrivit ett antal böcker, bland annat reseskildringar och en självbiografi, My Childhood in New Guinea.
2004 blev han generalguvernör och omvaldes i juni 2010, vilket dock förklarades strida mot grundlagen av högsta domstolen.